# Sobralia kerryae
Sobralia kerryae är en orkidéart som beskrevs av Robert Louis Dressler. Sobralia kerryae ingår i släktet Sobralia och familjen orkidéer. Inga underarter finns listade i Catalogue of Life.